# قشلاق حاج آقا نصیراوغلو
قشلاق حاج آقا نصیراوغلو یک روستا در ایران است که در دهستان قشلاق جنوبی واقع شده‌است. قشلاق حاج آقا نصیراوغلو ۱۹ نفر جمعیت دارد.